# 莱维尼欧
莱维尼欧（法語：Les Vigneaux，法語發音：[le viɲo]）是法国上阿尔卑斯省的一个市镇，位于该省东北部，属于布里扬松区。

## 地理
莱维尼欧（44°49'26"N, 6°32'27"E）面积15.99 平方千米，位于法国普罗旺斯-阿尔卑斯-蓝色海岸大区上阿尔卑斯省，该省份为法国东南部内陆省份，北起萨瓦省，西北接伊泽尔省，西南接德龙省，南至上普罗旺斯阿尔卑斯省，东北部与意大利接壤。
与莱维尼欧接壤的市镇（或旧市镇、城区）包括：拉让蒂耶尔-拉贝塞、皮圣樊尚、圣马丹德凯里耶尔、瓦卢伊斯-佩尔武。

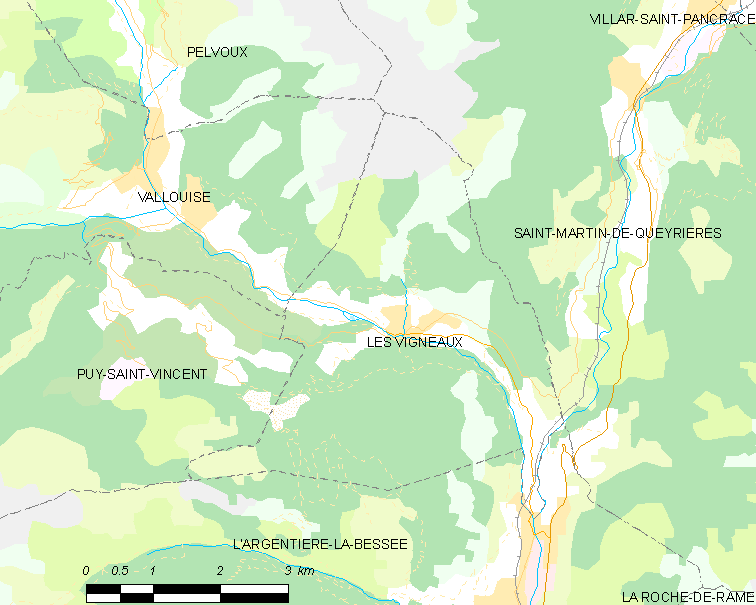
莱维尼欧的OSM定位图

莱维尼欧的时区为UTC+01:00、UTC+02:00（夏令时）。

## 行政
莱维尼欧的邮政编码为05120，INSEE市镇编码为05180。

## 政治
莱维尼欧所属的省级选区为拉让蒂耶尔-拉贝塞县。

## 人口

1962-2008年间莱维尼欧人口变化图示

莱维尼欧于2022年1月1日时的人口数量为515人。